# Sousa (apelido)

Brasão antigo da Casa de Sousa.

Brasão do ramo Sousa de Arronches.

Brasão do ramo Sousa do Prado.

Sousa (na grafia arcaica Souza) é um apelido da onomástica da língua portuguesa com origem no nome do rio Sousa, no norte de Portugal. É bastante comum, especialmente em Portugal, Brasil, Timor Leste, Índia (nos católicos de Bombaim, Mangalore e Goa) e na Galiza. Em África, o nome é comum entre pessoas de ascendência portuguesa e brasileira em Gana, Togo, Benim, Nigéria, Angola, São Tomé e Príncipe, Cabo Verde, Guiné-Bissau e Moçambique.

## Origens
É um sobrenome toponímico relacionado às Terras de Sousa e às famílias que habitavam as margens do rio Sousa que recebeu esse nome através do latim Saxa, significando "pedras". O seu equivalente em língua castelhana é Sosa. 
O primeiro indivíduo a usar este apelido teria sido, como deduzem alguns genealogistas, o nobre Dom Egas Gomes de Sousa, nascido em 1035 e que o tomou de suas Terras de Sousa. Foi ainda senhor da extinta freguesia de Novelas nos concelhos de Penafiel e Felgueiras, tendo sido ainda governador da comarca de Entre Douro e Minho e valente batalhador. Recebeu-se com Dona Châmoa Gomes de Pombeiro, chamada Gontinha (ou Goncinha) Gonçalves, filha de Dom Gonçalo Trastamires de Maia e de Dona Mécia Rodrigues e trineta de D. Ramiro II, Rei de Leão. Deste matrimónio nasceram filhos que continuaram o Apelido de Sousa, a saber:
1. Mem Viegas de Sousa (1070 - 1130) casado com Teresa Fernandes de Marnel
2. Gomes Viegas
3. Paio Nunes de Sousa

Sua sexta neta, com uma quebra de varonia, Dona Maria Pais Ribeiro, senhora da Casa de Sousa, casou com D. Afonso Dinis, filho ilegítimo de D. Afonso III, e de Dona Maria Peres de Enxara, dando princípio ao ramo dos Sousa, Senhores de Arronches. Hoje chefiada pelo Duque de Lafões.
De Dona Inês Lourenço de Valadares, também descendente de D. Egas Gomes de Sousa pela mesma forma que Dona Maria Pais, de quem era prima-coirmã, proveio pelo casamento com D. Martim Afonso, chamado O Chichorro, filho ilegítimo de D. Afonso III e de Madragana Ben Aloandro (depois chamada Mor Afonso, filha do último alcaide do Período mouro de Faro, o moçárabe Aloandro Ben Bakr), o ramo dos Sousa conhecidos por Sousa Chichorros ou Sousa do Prado, por terem o senhorio desse lugar.

## Heráldica
As armas primitivas dos Sousas eram de vermelho, uma caderna de crescentes de prata.
- As armas dos Sousa de Arronches são: Esquartelado: o primeiro e o quarto com as armas antigas do reino de Portugal (de prata com cinco escudetes de azul postos em cruz, cada um deles carregado de cinco besantes do primeiro esmalte dispostos em sautor. Filetado de negro em contrabanda, bordadura de vermelho com oito castelos de ouro); o segundo e o terceiro de vermelho com uma caderna de crescentes de prata.
- As armas dos Sousa do Prado são: Esquartelado: o primeiro e o quarto de prata, com cinco escudetes de azul postos em cruz, cada escudete carregado de cinco besantes do primeiro esmalte, postos em aspa; o segundo e o terceiro de prata com um leão rampante de púrpura. Timbre: o leão do escudo.